# Тенис на Летњим олимпијским играма 2016.
Тениски турнир на Летњим олимпијским играма 2016. одржан је у Олимпијском тениском центру од 6. до 14. августа. Такмичење се играло на брзој тврдој подлози која се користила на бројним турнирима у Северној Америци која има за циљ да минимизира поремећаје за играче.
У почетку се очекивало да ће се укупно 172 играча такмичити у пет дисциплина: сингл и дубл за мушкарце и жене и повратак у мешовити дубл по други пут узастопно. Међутим, на крају је 105 играча и 94 играча добило места у жребању. Олимпијске тениске догађаје водили су и организовали Бразилски олимпијски комитет (ЦОБ) и Међународна тениска федерација (ИТФ), а били су део турнеја Асоцијације тениских професионалаца (АТП) и Женске тениске асоцијације (ВТА).
Олимпијски турнир 2016. био је петнаесто издање тениса на Олимпијади (изузев две Олимпијаде, 1968. и 1984. када је тенис био демонстрациони догађај), и осмо од 1988. године, када је спорт званично враћен на Игре. За разлику од претходних издања олимпијског догађаја, одлучено је да олимпијски турнири неће понудити АТП и ВТА бодове за играче.

## Резиме
Серена Вилијамс је била бранилац титуле у женском синглу, али је изгубила од Елине Свитолине у трећем колу. Непостављена Порториканка Моника Пуиг освојила је златну медаљу, победивши у финалу другу Немицу Ангеликуе Кербер, 6–4, 4–6, 6–1. Ово је означило прву златну медаљу на Олимпијским играма у Порторику и учинило Пуиг првом женском медаљом у њеној земљи.
У мушком синглу, носилац британске заставе Енди Мареј био је бранилац титуле са лондонског турнира на Вимблдону, док је Новак Ђоковић био носилац број један који је желео да заврши Златни слем у каријери. Међутим, поражен је у првом колу од Аргентинца Хуана Мартина дел Потра. Мареј је одбранио титулу, победивши у финалу дел Потра, 7–5, 4–6, 6–2, 7–5. Победом је Мареј постао први играч, мушки или женски, који је освојио злато у синглу на две узастопне Олимпијске игре и први играч који је одбранио олимпијску титулу од када су Серена и Венус Виламс освојиле титулу у женском дублу у Пекингу и Лондону. Ово, у комбинацији са другом титулом на Вимблдону, постаје прва три пута ББЦ спортска личност године и завршава годину као играч број 1 на АТП-у након што је Велику Британију довео до њиховог првог Дејвис купа од 1936. 2015, допринео је да буде проглашен витезом на новогодишњој листи части.
Серена и Венус Вилијамс су биле двоструки браниоци титуле и први носиоци у женском дублу, али су изгубиле у првом колу од чешког пара Луси Шафарова и Барбора Стрицова. Пораз је прекинуо низ од 15 победа сестара у женском дублу на Олимпијским играма, а такође је означио и њихов први заједнички пораз у олимпијском такмичењу. Руски двојац Екатерина Макарова и Елена Веснина освојили су златну медаљу, победивши у финалу Тимеу Бачински и Мартину Хингис резултатом 6–4, 6–4. Мартина Хингис је покушавала да постане тек пета жена која је завршила Златни слем у каријери у дублу.
У мушком дублу, Боб и Мајк Брајан су били браниоци титуле, али су се повукли пре такмичења због здравствених проблема. Француски двојац Пиерре-Хугуес Херберт и Ницолас Махут били су први носиоци, али су у првом колу изгубили од Хуана Себастијана Кабала и Роберта Фараха из Колумбије. Шпанци Марк Лопез и Рафаел Надал освојили су златну медаљу, победивши у финалу румунски двојац Флорин Мергеа и Хориа Текау, 6–2, 3–6, 6–4.
Викторија Азаренка и Макс Мирњи били су браниоци титуле на турниру мешовитих парова, али нису успели да одбране титулу због Азаренкиног повлачења због трудноће. Амерички пар Бетани Матек-Сендс и Џек Сок освојили су златну медаљу, победивши у финалу своје сународнице Венус Вилијамс и Раџива Рема, 6–7 (3–7), 6–1, [10–7].

## Квалификација
У појединачној конкуренцији, 56 најбољих играчица на светској ранг листи 6. јуна 2016. на ВТА и АТП турнејама квалификоваће се за Олимпијске игре. Међутим, улаз је ограничен на четири играча из једне земље. То значи да се играчи који су рангирани у првих 56, али представљају НОЦ са четири играча вишег ранга који већ учествују, не квалификују, што дозвољава играчима који су рангирани ван првих 56, али из земаља са мање од четири играча који су већ квалификовани да се такмиче. Од преосталих осам места, шест ће одредити Олимпијски комитет ИТФ-а, узимајући у обзир рангирање и распрострањеност заступљених нација, док последња два места МОК додељује играчима из малих нација.
У конкуренцији парова, 24 тима се аутоматски квалификују за Игре на основу ранг-листе која ће бити објављена 6. јуна 2016. године, уз максимално два тима по НОК-у. Играчи у првих десет на ранг-листи дублова могли су да резервишу место, под условом да имају партнера за такмичење. У међувремену, о преосталих осам тимова одлучио је Олимпијски комитет ИТФ.
Играч је могао да учествује само ако је био на располагању за драфтовање да представља земљу играча у Дејвис купу или Фед купу за две од следећих година: 2013, 2014, 2015 и 2016, при чему је једна од година или 2015 или 2016.

## Формат такмичења
Тениско такмичење на Олимпијским играма састојало се од једног елиминационог турнира. Величина појединачног жреба, 64, значила је да је било укупно шест рунди такмичења, од којих је пет било у дублу због мањег жреба од 32, и 4 у мешовитом, док је величина жреба била само 16. Играчи који су стигли до полуфинала добили су прилику да се такмиче за медаљу, а два поражена полуфиналиста су се борила за бронзану медаљу.
Сви мечеви су били у три добијена сета, осим финала мушког сингла које је било у пет сетова. Тај брејк је функционисао у сваком сету, укључујући и последњи (први за Олимпијске игре). У мешовитом дублу трећи сет је одигран као меч тај-брејк (10 поена).

## Распоред
| Датум                | 6. август | 7. август | 8. август  | 9. август    | 10 . август        | 11 август    | 12 август                | 13 август                | 14 август                |
| Време                | 11:00     | 11:00     | 11:00      | 11:00        | —                  | 11:00        | 12:00                    | 12:00                    | 12:00                    |
| -------------------- | --------- | --------- | ---------- | ------------ | ------------------ | ------------ | ------------------------ | ------------------------ | ------------------------ |
| Мушкарци појединачно | Прво коло | Прво коло | Друго коло | Друго коло   | отказано због кише | Треће коло   | Четвртфинале             | Полуфинала               | Финале и меч за 3. место |
| Жене појединачно     | Прво коло | Прво коло | Друго коло | Треће коло   | отказано због кише | Четвртфинале | Полуфинала               | Финале и меч за 3. место | —                        |
| Мушки парови         | Прво коло | Прво коло | Друго коло | Четвртфинале | отказано због кише | Полуфинала   | Финале и меч за 3. место | —                        | —                        |
| Женски парови        | Прво коло | Прво коло | Друго коло | Друго коло   | отказано због кише | Четвртфинале | Полуфинала               | Меч за 3. место          | Финале                   |
| Мешовити парови      | —         | —         | —          | —            | отказано због кише | Прво коло    | Четвртфинале             | Полуфинала               | Финале и меч за 3. место |

## Медаље по државама
Стање после ОИ 2016.
| Поз | Држава               | Злато | Сребро | Бронза | Укупно |
| 1.  | Сједињене Државе     | 1     | 1      | 1      | 3      |
| 2.  | Уједињено Краљевство | 1     | 0      | 0      | 1      |
| 2.  | Порторико            | 1     | 0      | 0      | 1      |
| 2.  | Русија               | 1     | 0      | 0      | 1      |
| 2.  | Шпанија              | 1     | 0      | 0      | 1      |
| 6.  | Аргентина            | 0     | 1      | 0      | 1      |
| 6.  | Немачка              | 0     | 1      | 0      | 1      |
| 6.  | Румунија             | 0     | 1      | 0      | 1      |
| 6.  | Швајцарска           | 0     | 1      | 0      | 1      |
| 10. | Чешка                | 0     | 0      | 3      | 3      |
| 11. | Јапан                | 0     | 0      | 1      | 0      |

| Категорија           | Злато                              | Сребро                        | Бронза                            |
| Мушкарци појединачно | Енди Мареј                         | Хуан Мартин Дел Потро         | Кеи Нишикори                      |
| Мушкарци дубл        | Марк Лопез Рафаел Надал            | Флорин Мереа Орија Текау      | Стив Џонсон Џек Сок               |
| Жене појединачно     | Моника Пуиг                        | Анџелик Кербер                | Петра Квитова                     |
| Жене дубл            | Јекатерина Макарова Јелена Веснина | Тимеа Бачински Мартина Хингис | Луција Шафаржова Барбора Стрицова |
| Мешовити дубл        | Бетани МатекСандс Џек Сок          | Венус Вилијамс Раџив Рам      | Луција Храдецка Радек Штепанек    |